# Station Czastary
Station Czastary is een spoorwegstation in de Poolse plaats Czastary.